# Walthers (Wüstung)

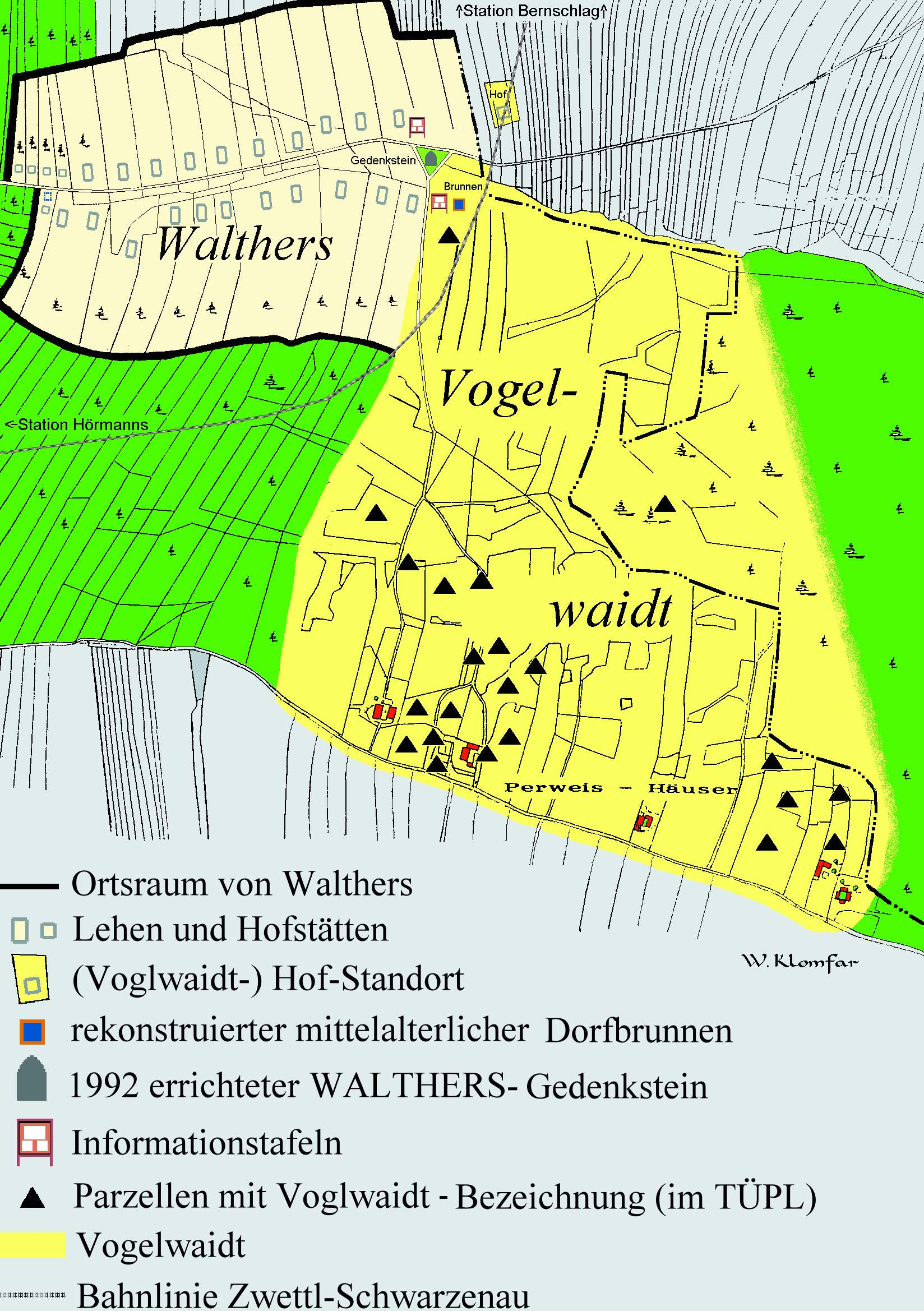
Walthers im Franziszeischen Kataster von 1825. Karte bearbeitet von Walter Klomfar

Die Wüstung Walthers ist eine mittelalterliche Wüstung zwischen Allentsteig und Zwettl in Niederösterreich. Sie ist möglicherweise die Heimat Walthers von der Vogelweide.

## Lage
Die Wüstung Walthers (ca. 560 m ü.A.) liegt 1,8 Kilometer südwestlich von Bernschlag, einer Katastralgemeinde von Allentsteig, bzw. 2,8 Kilometer nordöstlich von Hörmanns, einer Katastralgemeinde von Zwettl, zu der das Gebiet heute gehört. Walthers liegt unmittelbar an der Trekking-Wandertour Kuenringerweg 611.

## Geschichte
Bei seinen Forschungen über Ortswüstungen in Niederösterreich fand Walter Klomfar um 1985 im Zisterzienserkloster Stift Zwettl eine Landkarte aus dem Jahr 1656, die anlässlich eines Rechtsstreits angefertigt worden war. Darauf findet sich zwischen Zwettl und Allentsteig das Straßendorf Walthers. Im Franziszeischen Kataster von 1825 ist, südöstlich an Walthers angrenzend, eine ca. 6 km² große „Vogelwaidt“ eingezeichnet. Das Dorf Walthers dürfte um 1175 gegründet und um 1350 wieder aufgegeben worden sein. Im Franziszeischen Kataster sind 26 Lehen bzw. Bauernhöfe sowie der Vogelwaidt-Hof verzeichnet.
Heute ist von Walthers nichts mehr zu sehen. Der südliche Teil des Ortes liegt in einem Waldstück an der Grenze zum Truppenübungsplatz Allentsteig, der nördliche ist von Wiesen und Äckern bedeckt. Der Standort des Vogelwaidt-Hofs liegt unter dem Bahndamm der Bahnlinie Schwarzenau – Zwettl, einer Nebenbahn der Franz-Josefs-Bahn.

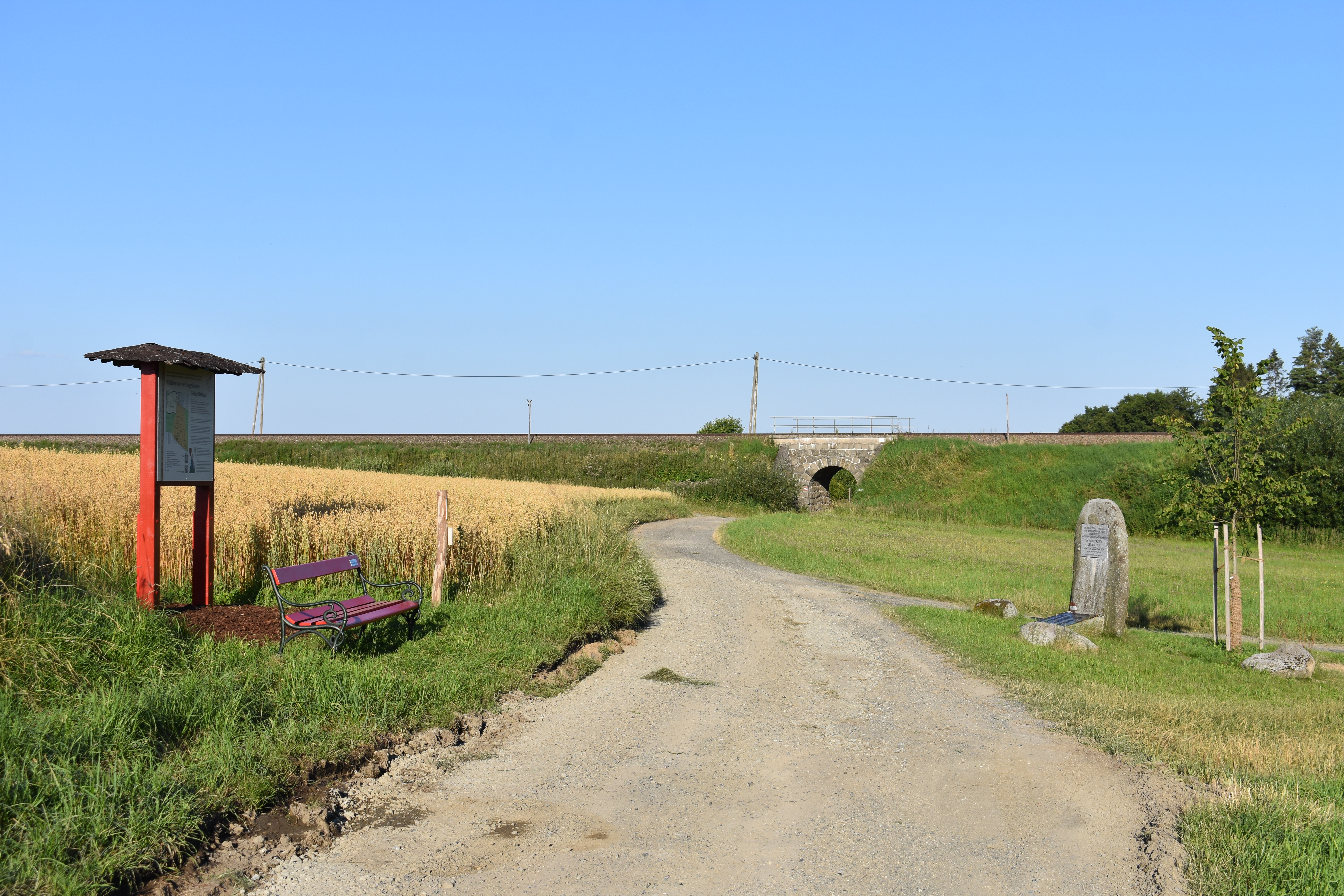
Gedenkstein für Walther von der Vogelweide, im Hintergrund die Bahnlinie Schwarzenau - Zwettl

1992 wurde vom Verein "Forschungsgemeinschaft Walther von der Vogelweide – ein Waldviertler" unter Walter Klomfar ein Gedenkstein mit dem Walther-Zitat "In Österreich lernte ich Singen und Sagen" gesetzt. 1994 wurde der östliche Dorfbrunnen ergraben und damit die Zuverlässigkeit der historischen Karten bestätigt. Funde bei der Grabung sind in einer Vitrine im Stadtmuseum Zwettl zu sehen. Der Bereich des westlichen Dorfbrunnens, etwa 330 m vom östlichen entfernt, wird an einer Wasserstelle nahe dem Waldrand vermutet.
Die Rekonstruktion der Brunnenabdeckung sowie die Informationstafeln wurden im Sommer 2020 vom Verein Information Waldviertel mit Unterstützung aus der Region erneuert.

## Walthers und Walther von der Vogelweide

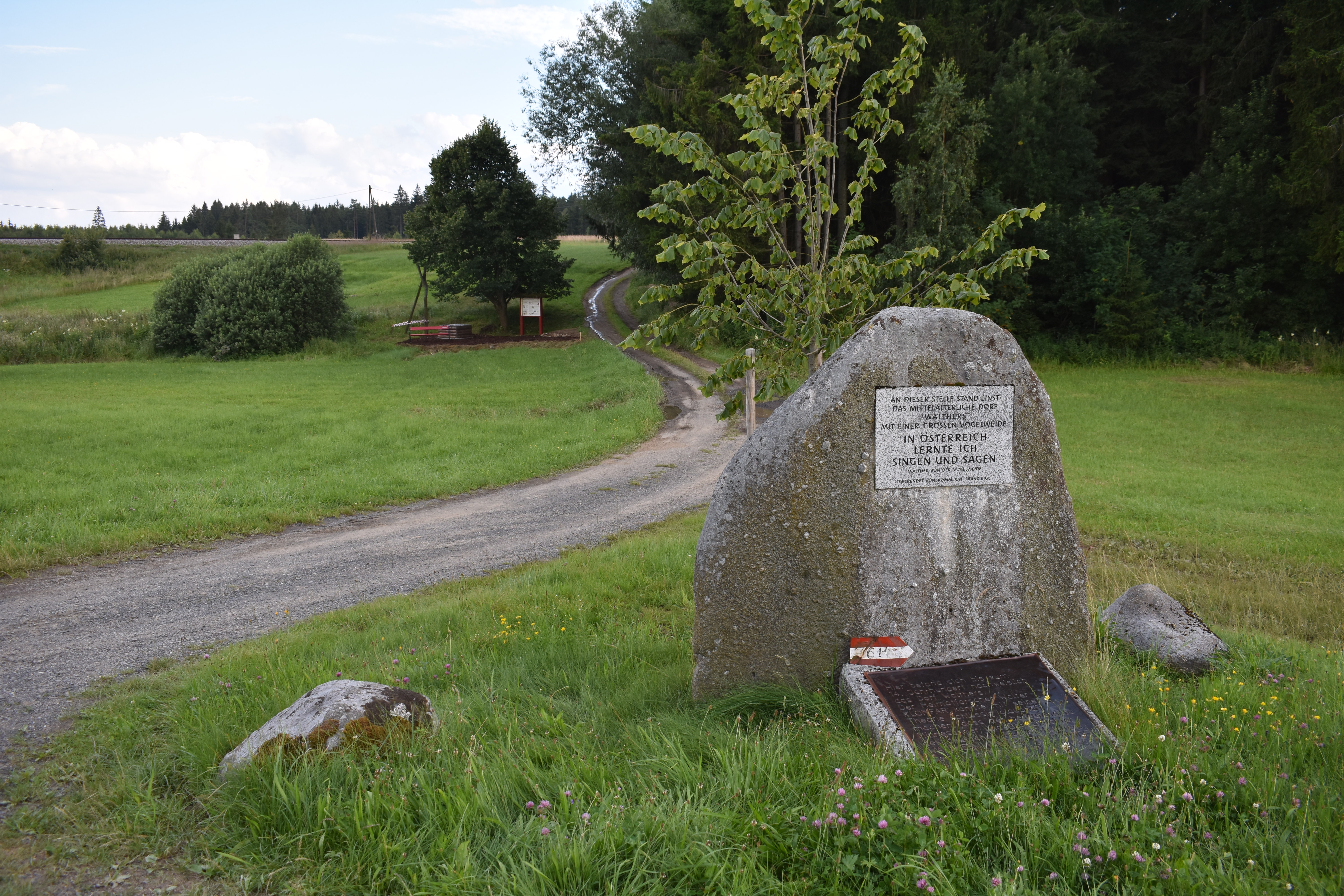
Gedenkstein für Walther von der Vogelweide in der Ortswüstung Walthers

Anhand einer Reihe von Indizien wurde von Walter Klomfar die Theorie aufgestellt, dass Herkunft und Geburtsort von Walther von der Vogelweide, des bedeutendsten deutschsprachigen Lyrikers des Mittelalters, mit der Ortswüstung Walthers zusammenhängen. Grundlage dafür ist u. a., dass Bischof Wolfger von Erla, in dessen Umfeld auch das Nibelungenlied niedergeschrieben wurde, wiederholt im Stift Zwettl zu Gast war, ein großer Freund der Beizjagd war und ihm das einzige außerliterarische Lebenszeugnis zu Walther von der Vogelweide zu verdanken ist. Helmut Birkhan, lange Jahre Professor am Institut für Germanistik der Universität Wien, schätzt die Wahrscheinlichkeit von Klomfars These über Walthers Herkunft auf 70 % gegenüber allen anderen Theorien.